# Château de Ljubljana
Le château de Ljubljana (en slovène : Ljubljanski grad) est un château situé au sommet de la colline du centre-ville de Ljubljana en Slovénie. 

## Histoire
D'après les recherches archéologiques, la zone du château actuel a été habitée continuellement à partir de 1200 av. J.-C.. Le sommet de la colline est probablement un camp retranché de l'armée romaine après avoir connu une période celte et illyrienne.
Mentionnée en premier en 1144 en tant que siège du duché de Carinthie, la forteresse est détruite lorsque le duché entre dans l'empire des Habsbourg en 1335.
Entre 1485 et 1495, le château est construit et garni de tours afin de défendre l'empire de l'invasion ottomane mais aussi contre des révoltes paysannes. Aux XVIIe et XVIIIe siècles, le château devient un arsenal et un hôpital militaire. Endommagé durant la période napoléonienne, il devient ensuite une prison et le demeure jusqu'à la fin de la Seconde Guerre mondiale. La tour principale du château qui date de 1848, est alors habitée par un garde qui devait tirer un coup de canon pour avertir la ville en cas de danger.

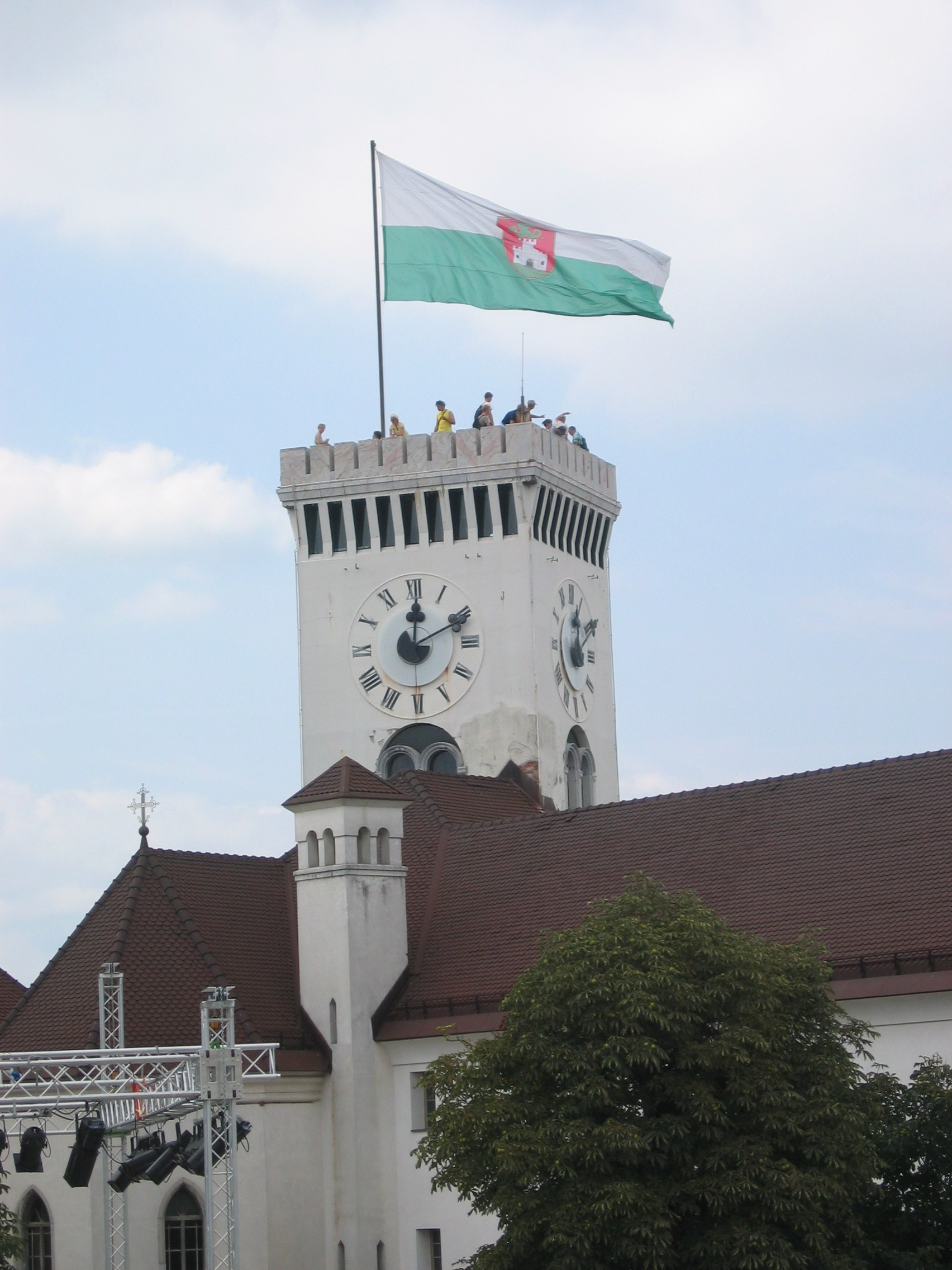
La tour du château surmontée du drapeau de la ville de Ljubljana.

En 1905, le château est acheté par la ville de Ljubljana qui l'utilise jusque dans les années 1960 quand débute sa rénovation. Les travaux durent 35 ans et permettent au château d'accueillir des événements culturels et des mariages à partir des années 1990. Depuis 2007, un funiculaire relie le centre-ville au château.
La colline abrite également un monument en souvenir de la révolte des paysans slovènes de 1515 et des paysans croates de 1573.